# Ljusklobben (Saltvik, Åland)
Ljusklobben är en ö i Åland (Finland). Den ligger i Skärgårdshavet och i kommunen Saltvik i landskapet Åland, i den sydvästra delen av landet. Ön ligger omkring 42 kilometer norr om Mariehamn och omkring 270 kilometer väster om Helsingfors.
Öns area är 5 hektar och dess största längd är 410 meter i nord-sydlig riktning.